# Poison Idea
Poison Idea est un groupe de punk hardcore américain, originaire de Portland, en Oregon. Il est formé en 1980, et influencé par Black Flag, Discharge et The Germs.
Le groupe se sépare en 1993. Entre 1993 et 2015, le groupe se reforme à plusieurs reprises. Le guitariste Pig Champion meurt en 2006. Poison Idea annonce sa séparation en janvier 2017.

## Biographie

### Débuts, années 1980 et 1990
Poison Idea est formé en 1980 par le chanteur Jerry A. (aka Jerry Lang). La formation originale comprend Jerry A., Chris Tense (guitare), Glen Estes (basse), et Dean Johnson (batterie). Inspiré par Black Flag et d'autre premiers groupes punk hardcore sud-californiens, en particulier Discharge et Germs. Darby Crash, chanteur de Germs inspirait vocalement et lyriquement Jerry A., et Poison Idea suivait l'éthique punk extrémiste de Germs. Le premier album de Poison Idea, l'EP Pick Your King, est publié en 1983. En 1984, Chris Tense, remplacé un temps par Tom Roberts (alias Pig Champion, ex membre de The Imperialist Pigs), revient dans le groupe, cette fois à la basse, remplaçant Glen Estes (plus tard du groupe Final Warning), et le groupe publie le vinyle Record Collectors Are Pretentious Assholes. En 1985, ils enregistrent la chanson Laughing Boy pour l'EP Drinking is Great, et Typical et Die on Your Knees sur l'album Cleanse the Bacteria (par Pushead sur le label Pusmort).
Après l'album Kings of Punk, Poison Idea change rapidement de formation ,en particulier dans la section rythmique, et recrute le guitariste Eric « Vegetable » Olson. Le groupe publie ensuite War All the Time (nommé d'après l'ouvrage de Charles Bukowski) en 1987. War All the Time est les EP qui suivent (Getting the Fear et Filthkick) se caractérisent par un son plus rock/hardcore dans la veine de Kings of Punk. Après quelques changements, la formation du groupe se stabilise avec Jerry A., Tom « Pig Champion » Roberts, Charley « Myrtle Tickner » Nims (basse) et Steve « Thee Slayer Hippy » Hanford (batterie), avec Kid Cocksman puis Aldine Strichnine à la seconde guitare. Le mode de vie débridé des membres mènent à des problèmes de surpoids. Ils établissent leur propre label en 1989, American Leather (d'après une chanson des Germs), et publient deux albums la même année : une réédition de leur démo Darby Crash Rides Again (1982) et le vinyle Discontent.
En 1990, le groupe publie Feel the Darkness au label American Leather. Après la sortie de Feel the Darkness, Aldine Strychnine est renvoyé du groupe, et remplacé par Mondo à la guitare pour la tournée de 1991. PI publie ensuite Blank Blackout Vacant en 1992, et, avant de se séparer en 1993, publient We Must Burn. En effet, après le départ de Pig Champion en 1993, PI se sépare. 

### Réunion et deuxième séparation
Jerry A reforme le groupe à la fin de 1999 avec Tom « Pig Champion » Roberts (guitare), Matt Brainard (guitare), Chris Carey (basse) et Chris Cuthbert (batterie). Le groupe tourne sur la côte est en 2002. Ils tournent en Europe deux fois en 2003 et 2004, avec Eric Eggroll à la guitare en 2003 et Joe Spleen (The Gits) en 2004. En 2004, PI est invité à tourner au Japon avec le groupe Forward. De retour à Portland, la nouvelle formation (Jerry A, Pig Champion, Jimmy Taylor, Chris Carey et Chris Cuthbert) commence à travailler sur de nouvelles chansons puis publie Latest Will and Testament, enregistré en 2005 aux studios Smegma de Portland.
Le 31 janvier 2006, le guitariste Tom « Pig Champion » Roberts meurt d'une manière inconnue à l'âge de 47 ans chez lui à Portland. Le groupe se met à enregistrer un nouvel album après sa mort. Pig voulait que l'album soit intitulé Latest Will and Testament. L'album est publié en mai 2006 au label Farewell Records. En 2007, Poison Idea se réunit pour jouer un split 7" single avec Kill Your Idols (pour TKO Records). La formation comprend alors Jerry A., Chris Cuthbert (batterie), Jimmy Taylor (guitare), Matt Brainard (guitare) et Rob Hume (basse). Le 6 octobre 2008, la police de Portland appréhende Steve « Thee Slayer Hippy » Hanford, 39 ans, en lien avec un vol en pharmacie.
En décembre 2011, Brainard est remplacé par le guitariste Jeff Walter. En 2012, après avoir joué deux dates à Portland et Seattle, le groupe joue cinq semaines en Europe en juin et juillet. La tournée fait escale dans onze pays comme la Suède, l'Allemagne, les Pays-Bas, la France, l'Espagne, l'Italie, la République tchèque, l'Autriche, la Belgique, le Danemark, et la Finlande. Leur tournée européenne en 2012 sera leur dernière avec Cuthbert et Hume.
Au début de 2015, le groupe publie son nouvel album, Confuse and Conquer. Le 28 mai 2015, Poison Idea annonce une pause à durée indéterminée à cause « de problèmes personnels et de santé. » Cependant, le 9 janvier 2017, le groupe annonce sa séparation officielle.

## Influences
Le groupe a eu une certaine influence sur d'autres groupes tels que Pantera ou encore Machine Head. Ces derniers ont repris la chanson  Alan’s on Fire de l’album Feel the Darkness. D'abord disponible sur la version digipack de Burn My Eyes (1994), elle est aussi présente sur le CD bonus de la réédition de l’album The Blackening sortie en 2008. Pantera, quant à eux, ont repris la chanson The Badge (également tiré de l’album Feel the Darkness) pour la bande originale du film The Crow. Cette reprise est aussi présente en bonus de certaines éditions de leur album Far Beyond Driven, sorti la même année que le film.

## Discographie

### Albums studio
- 1986 : Kings of Punk
- 1987 : War All the Time
- 1990 : Feel the Darkness
- 1992 : Blank Blackout Vacant
- 1993 : We Must Burn
- 2006 : Latest Will and Testament
- 2015 : Confuse and Conquer

### Singles et EP
- 1983 : Pick Your King (EP 7")
- 1984 : Record Collectors are Pretentious Assholes (EP 12")
- 1988 : Filthkick (EP 7")
- 1988 : Getting the Fear (EP 7" et 12")
- 1989 : Just to Get Away (EP 7")
- 1989 : Darby Crash Rides Again (EP 7")
- 1989 :  Plastic Bomb (single cassette)
- 1990 : Taken by Surprise (EP 7")
- 1990 : Discontent (EP 7")
- 1991 : Punish Me (EP 7")
- 1991 : Dead Boy- A Tribute To Stiv avec Jeff Dahl (single 7")
- 1991 : Official Booleg (EP 2x7")
- 1993 : Religion & Politics Part 1 and 2 (EP 2x7")
- 1993 : Single At X-mas avec Ray et Grover (single 7")
- 1993 : Split single (avec Babes in Toyland) (single 7")
- 1993 : Feel the Darkness (Remix) (single 7")
- 1998 : Learning to Scream (EP 7")
- 2007 : Bipolar Hardcore Split (avec Kill Your Idols)
- 2013 : 2013 Black Friday X-mas Split avec Angry Snowmans  (single 7")
- 2014 : Triple Chocolate Pentration  (single 7")
- 2014 : The Badge avec Pantera (split single 7")

### Collections
- 1988 : Get Loaded And Fuck (cassette)
- 1989 : Ian Mackeye
- 1992 : Pajama Party
- 1993 : Dysfunctional Songs for Codependent Addicts
- 1994 : The Early Years
- 1994 : Best of Poison Idea
- 2002 : Kings of Punk / Record Collectors are Pretentious Assholes
- 2005 : Pick Your King / Learning to Scream'

### Albums live
- 1991 : Live In Vienna
- 1991 : Dutch Courage
- 1992 : Keep Warm, Burn the Rich (bootleg)
- 1993 : Record Bootleggers are Potential Millionaires (bootleg)
- 1995 : Your Choice Live Series'
- 1996 : Pig's Last Stand